# عزيب البورقادي (سيدي حرازم)
عزيب البورقادي هو دُوَّار يقع بجماعة سيدي حرازم، عمالة فاس، جهة فاس مكناس في المملكة المغربية. ينتمي الدوّار لمشيخة سيدي حرازم التي تضم 6 دواوير. يقدر عدد سكانه بـ 30 نسمة حسب الإحصاء الرسمي للسكان والسكنى لسنة 2004.

## روابط خارجية
- البوابة الوطنية للجماعات الترابية نسخة محفوظة 12 مارس 2018 على موقع واي باك مشين.
- المندوبية السامية للتخطيط